# Corpil·lis
Els corpil·lis o corpils (en llatí corpilli, en grec antic κορπίλλιες) eren una tribu tràcia que vivien a la riba del riu Hebros, segons Plini el Vell al districte de Corpiàlica (Κορπιαλική), diu Claudi Ptolemeu.